# После дождичка, в четверг…
«После дождичка, в четверг…» — советская киносказка 1985 года режиссёра Михаила Юзовского по мотивам либретто А. Н. Островского для ненаписанной оперы, переработанной Юлием Кимом.

## Сюжет
Однажды, после дождичка в четверг, у царя Авдея родился мальчик-первенец. В тот же день родился мальчик у ключницы Варвары, а в капусте был обнаружен новорождённый подкидыш. Всех троих нарекли Иванами — царь Авдей приказывает растить детей вместе. Однако ключница тайно положила в царскую люльку своего Ивана, а двух других отдала на каторгу.
Прошло двадцать лет. Лжецаревич по настоянию Варвары, ставшей влиятельной главной ключницей (и не зная, что она его настоящая мать), стремится сам сесть царствовать. Однако, царь Авдей чувствует подвох и отказывается передавать ему царство. Варвара летит на ковре-самолёте к заведующему каторгой брату Егорию и убеждает, что на всякий случай Ивана-царевича и Ивана-подкидыша нужно убить. Оба Ивана слышат этот разговор и совершают успешный побег на ковре-самолёте.
Варвара-ключница убеждает царя Авдея написать указ о передаче царства. Однако тот, не желая допустить перехода всей власти в недостойные руки, при поддержке придворного шута хитрит и издаёт указ, что Иван получит царство, только если женится на царевне Милолике (которая уже месяц находится в плену у Кощея Бессмертного), и при этом полцарства обещает тому, кто освободит царевну из плена.
Шут зачитывает царский указ, и на выручку собирается много добровольцев. Однако Егорий обманом всех выпроваживает из царского дворца, а Варвара-ключница отправляет за Милоликой в царство Кощея лжецаревича и Егория с мешком золотых монет для выкупа и волшебными шашками на случай, если Кощей откажется менять царевну на золото, но согласится поставить её на кон в игре (в эти шашки всегда выигрывает тот, кто ими владеет).
Тем временем Иван-царевич и Иван-подкидыш встречаются с царём и после непродолжительного разговора тоже отправляются выручать царевну.
Егорий же с Иваном, из-за жадности лишившись по пути золота, добираются до Кощея и уговаривают его сыграть в шашки. Поставив полцарства на кон, Иван выигрывает за две партии у Кощея царевну и полцарства. Однако Кощей предлагает сыграть на хрустальное яйцо, в котором хранится его смерть. При этом заключает уговор: если Иван выиграет — даст ещё Кощею отыграться. Несмотря на то, что Кощей постоянно нарушает правила, лжецаревич выигрывает, но в нарушение уговора хватает яйцо и пытается разбить. Однако яйцо оказывается фальшивым. Егорий же пытается заколоть Кощея, забыв, что тот бессмертный. В наказание за нарушение уговора Кощей при помощи волшебного кольца превращает обоих в деревья.
Иван-царевич и Иван-подкидыш же по пути в царство Кощея падают на ковре-самолёте в болото, знакомясь со сторожихой (Бабой-ягой), которая собирает таможенную пошлину с посетителей царства. Расположив её к себе, юноши узнают, что Кощей очень любит сказки и этим можно попытаться его задобрить. Прибыв во дворец, Иваны уговаривают Кощея стать зрителем импровизированного кукольного театра. И пока Иван-подкидыш рассказывает Кощею сказку Пушкина о рыбаке и рыбке, Иван-царевич отыскивает царевну. Раскрыв обман, Кощей пленит обоих. Но понимая, что оба Ивана крепко держатся друг за друга, предлагает сделку: если Иван-подкидыш отправится к шаху Бабадуру и заберёт у него для Кощея жар-птицу, то Иван-царевич избежит казни.
Подкидыш бежит к сторожихе и выпрашивает у неё ковёр-самолёт, на котором отправляется к шаху, от которого узнаёт, что жар-птица отказывается петь. Иван подсказывает, что жар-птицу нужно выпустить из клетки и тот на время соглашается, а жар-птица поёт. Она не выносит грубости и знает, когда человек говорит неправду. Видя, что жар-птице становится плохо от грубых развлечений при дворе, Иван учит шаха Бабадура новой игре «Море волнуется — раз», которая очень шаху нравится. Понимая, что жар-птица не выживет у Кощея, Иван улетает, отказавшись брать её с собой, но та, узнав, что Ивану грозит смертельная опасность, летит следом.
Иван-царевич, тем временем, хитростью освобождается из заточения и находит Милолику. При помощи людей, превращённых Кощеем в деревья, они узнают, что настоящее хрустальное яйцо находится под фальшивым в перевёрнутом ларце. Но открыть запертый ларец не удаётся, и Иван покидает Милолику, обещая вернуться с другом. Добравшись до сторожихи, Иван-царевич видит, как Иван-подкидыш летит на ковре-самолёте к Кощею. Сторожиха даёт царевичу меч-кладенец, и тот возвращается во дворец, где оба Ивана успешно побеждают слуг Кощея. Но Кощей заставляет Иванов под угрозой волшебного кольца сложить оружие.
Прилетевшая жар-птица даёт понять Кощею, что она привязалась к Ивану-подкидышу, и Кощей предлагает новый уговор: он отдаёт Ивану-царевичу Милолику, все остаются жить в его дворце при условии, что Иван-царевич должен будет сторожить ларец с хрустальным яйцом. Ивану эта идея не по душе: «Ты будешь людей губить, а я смерть твою сторожить?». Попытка Кощея убедить всех, что он решил исправиться, оказывается тщетной: жар-птица чувствует неправду. Тогда тот, чтобы все поверили, что он может сделать доброе дело, заявляет: «А я сейчас приведу Милолику и отпущу всех на все четыре стороны». А чтобы Иван-царевич не сомневался, отпирает золотой ларец с хрустальным яйцом, с уговором, что тот не должен его разбивать. Иван-подкидыш, узнав, что случайно открыт ларец с настоящим яйцом, просит Ивана-царевича его разбить. Но тот категорически против: «Не могу, слово дал». И предлагает другой вариант: «Возьми саблю. А теперь руби и меня, и это яйцо проклятое. С тобой уговора не было».
В отчаянии Иван-подкидыш что есть силы бросает оружие на пол. Кощей, думая, что это Иван-царевич нарушил уговор и попытался разбить фальшивое яйцо, мигом приводит Милолику, стремясь показать, что её Иван тоже нечестный и подлый. Видя, что его план не сработал, Кощей обвиняет Ивана в том, что тот знал о фальшивом яйце. А когда Иван заявляет, что яйцо настоящее, уверенный в обратном Кощей смеётся и со словами «Да если б ты знал, что оно настоящее — ты его сразу бы…» сам бросает его на пол, тем самым погубив себя.
Со смертью Кощея рушатся его чары и всем заколдованным пленникам возвращается прежний человеческий облик. Царь благодаря жар-птице узнаёт, что лжецаревич не его сын. А Варвара-ключница, сознавшись в обмане, пускается в бегство с сыном и Егорием.

## В ролях
| Актёр                | Роль                        |
| -------------------- | --------------------------- |
| Владислав Толдыков   | Иван-царевич                |
| Марина Зудина        | царевна Милолика            |
| Алексей Войтюк       | Иван-подкидыш               |
| Геннадий Фролов      | Иван — Варварин сын         |
| Олег Табаков         | Кощей Бессмертный           |
| Валентина Талызина   | ключница Варвара            |
| Олег Анофриев        | царь Авдей                  |
| Марина Яковлева      | Жар-птица                   |
| Татьяна Пельтцер     | сторожиха (добрая Баба-Яга) |
| Юрий Медведев        | царедворец Егорий           |
| Семен Фарада         | шах Бабадур                 |
| Владимир Фёдоров     | Волосатенький               |
| Василий Кортуков     | царский шут                 |
| Мария Барабанова     | первая нянька               |
| Наталья Крачковская  | вторая нянька               |
| Владимир Епископосян | придворный Бабадура         |
| Георгий Милляр       | придворный Бабадура         |
| Сергей Николаев      | стрелец                     |
| Юрий Чернов          | глашатай                    |
| Виктор Мамаев        | злодей со шрамом            |
| Юлий Ким             | опахальщик                  |
| Мичислав Юзовский    | стражник на каторге         |

## Съёмочная группа
- Автор сценария: Юлий Ким
- Режиссёр: Михаил Юзовский
- Операторы: Константин Арутюнов, Владимир Сапожников
- Художник: Борис Комяков
- Композитор: Геннадий Гладков

## Съёмки
Сюжет придумал в 1860 году Александр Островский для своей оперы с рабочими названиями «Иван-царевич» и «Князь Иван» в 16 частях, из которых закончены были только семь. Концовку театр заказал у другого автора, и фабула, как её видел Островский, осталась не завершена. В XX веке материалы сказки отыскал советский драматург и бард Юлий Ким. Он удалил несколько сцен и персонажей, которые ему стилистически не нравились, дописал сюжет до логического конца и добавил туда свои песни. Пьесу впервые поставили на сцене Театра Маяковского в начале 1980-х годов. Постановка имела успех, и через пять лет режиссёр Михаил Юзовский решил её экранизировать.
В числе творческих удач фильма-сказки отмечают спецэффекты, музыкальное сопровождение, актёрский состав, остроумные диалоги и яркие костюмы (в частности, «модное» блестящее облачение Кощея).
Техническую сторону трюков ставил В. П. Павлотос. Он привлёк к работам крымских альпинистов. Ковёр-самолёт снимался в инкерманском карьере, на Ангарском перевале, на плато Ай-Петри и в съёмочном павильоне Ялтинской киностудии. Полёты осуществлялись на 100—150 метрах от земли, на фоне леса. В одной из сцен присутствовало падение героев с ковра в озеро.

## Фестивали и награды
- 1986 — 19 Всесоюзный кинофестиваль (Алма-Ата) в программе фильмов для детей и юношества: приз "За оригинальную и современную интерпретацию русской народной сказки" — фильму «После дождичка в четверг».[3]
- «Большое серебряное плато» на XVII МКФ детских и юношеских фильмов в Джиффони (Италия).